# Saint-Fargeau
Saint-Fargeau es una localidad y comuna francesa situada en la región de Borgoña, departamento de Yonne, en el distrito de Auxerre y cantón de Saint-Fargeau.

## Demografía
| 1 915 | 2 000 | 1 617 | 2 033 | 2 348 | 2 251 | 2 430 | 2 489 | 2 432 | 2 587 | 2 849 | 2 672 | 2 584 | 2 583 | 2 642 | 2 615 | 2 579 | 2 573 | 2 390 | 2 248 | 2 061 | 2 089 | 1 987 | 1 881 | 1 831 | 1 636 | 1 619 | 1 681 | 3 293 | 1 912 | 1 884 | 1 814 | 1 660 |
| Para los censos de 1962 a 1999 la población legal corresponde a la población sin duplicidades (Fuente: INSEE [Consultar]) |       |       |       |       |       |       |       |       |       |       |       |       |       |       |       |       |       |       |       |       |       |       |       |       |       |       |       |       |       |       |       |       |

Gráfica de la evolución de la población de la comuna desde 1793